# Guangzhou
Guangzhou (广州 în chineză, Guǎngzhōu în pinyin), numit înainte Canton, este al treilea oraș din China ca putere economică (fără Hong Kong).
Conform unei analize realizată de Global Demographic, ce a vizat nivelul de creștere a populației și densitatea locuitorilor, în 2016 orașul a fost pe locul al zecelea în lume.
Dispune de un nou aeroport mare și ultramodern, fiind baza flotei China Southern Airlines, cea mai mare companie aeriană din China și printre primele zece la nivel mondial.

## Legături externe

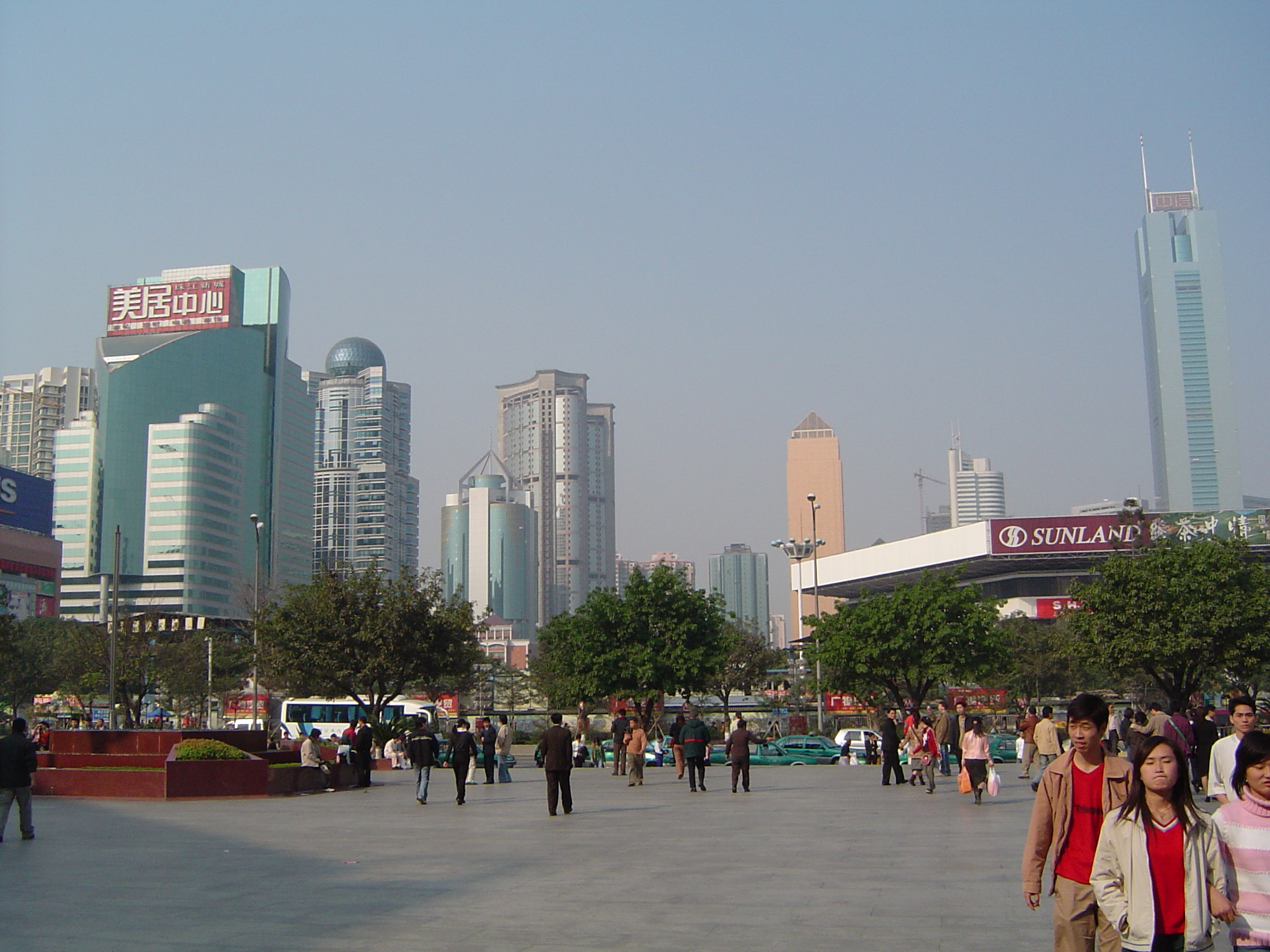
Guangzhou cu CITIC Plaza la dreapta
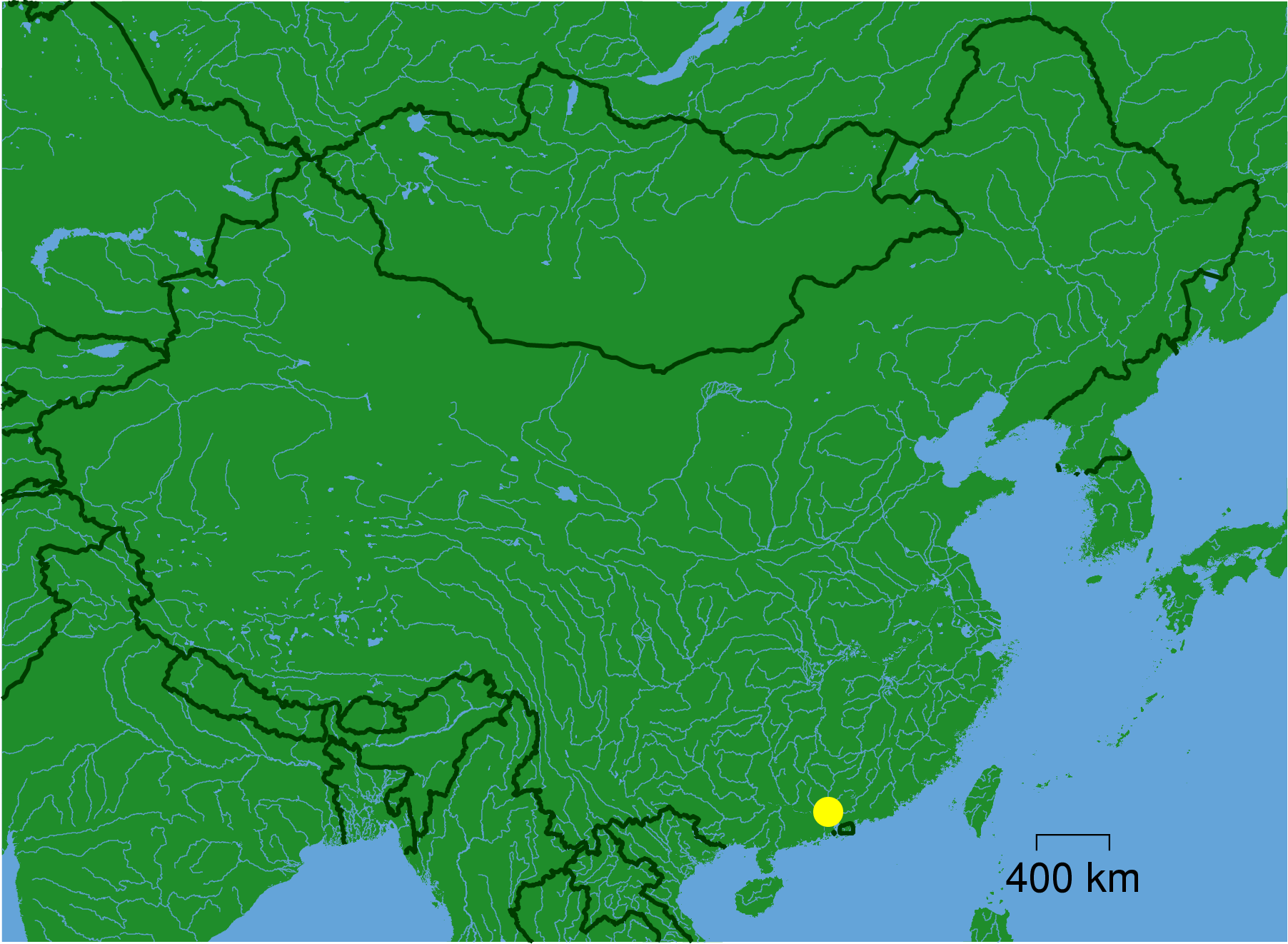
Guangzhou pe harta Chinei
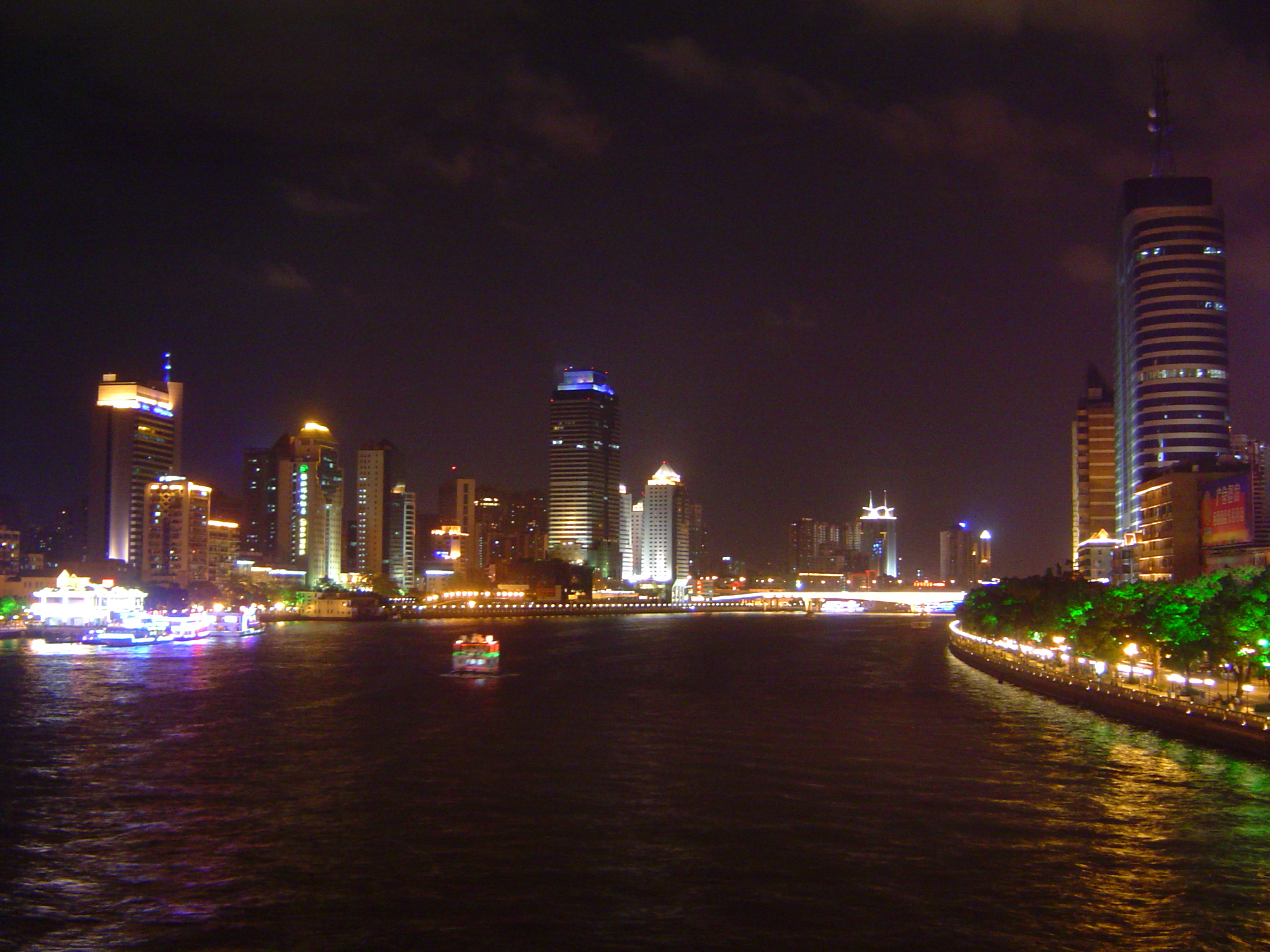
Guangzhou noaptea
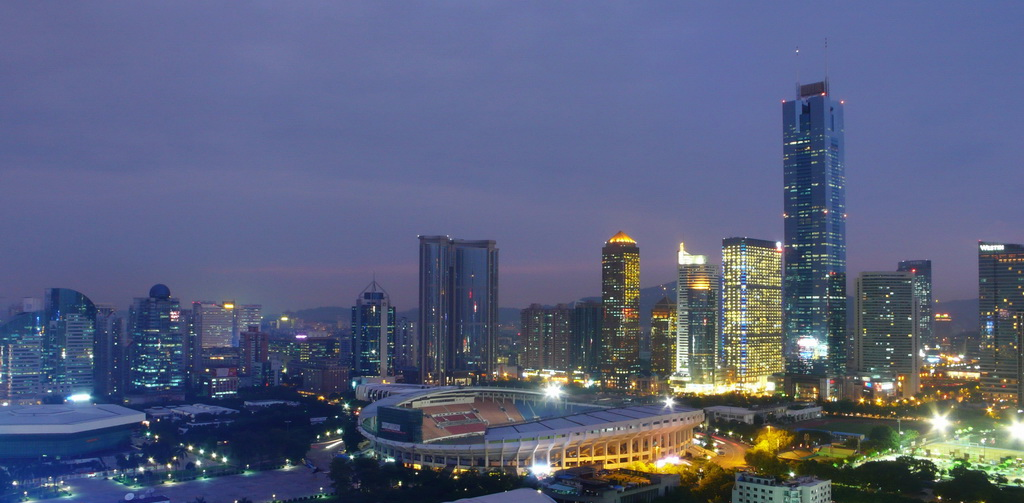
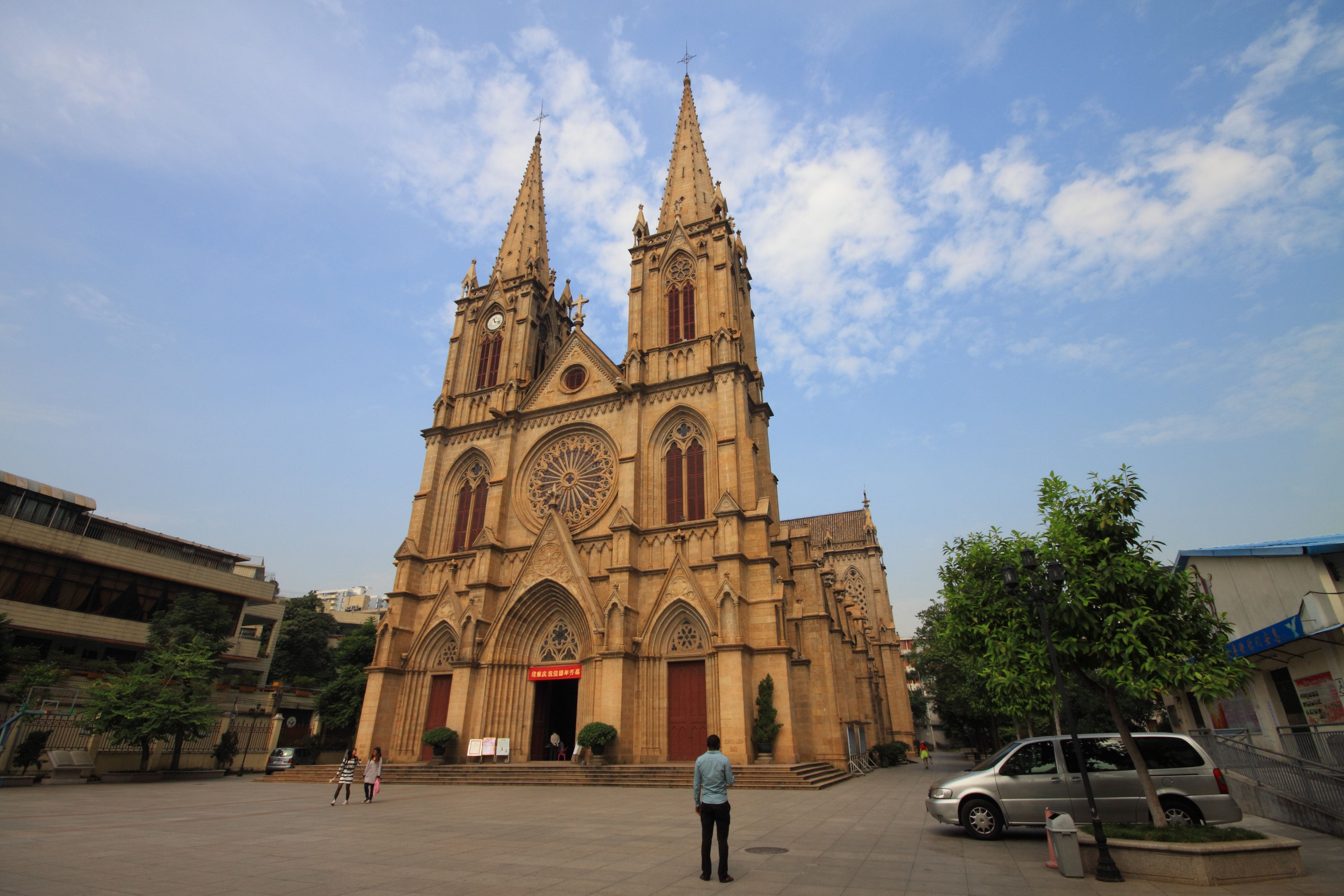
en

## Personalități născute aici
- Ma Jianfei (n. 1984), scrimer.